# دکس‌بروم‌فنیرامین
دکس‌بروم‌فنیرامین(به انگلیسی: Dexbrompheniramine) یک آنتی هیستامین با خاصیت آنتی کولینرژیک است که برای درمان بیماری‌های آلرژیک مانند تب یونجه یا کهیر استفاده می‌شود. این ماده از نظر دارویی ایزومرنوری ساعتگرد فعال بروم‌فنیرامین است. این محصول قبلاً به صورت ترکیب با سودوافدرین با نام تجاری Drixoral در ایالات متحده و کانادا به بازار عرضه می‌شد. این دارو یک آنتی هیستامین آلکیلامینی است.
دکس‌بروم‌فنیرامین یک آنتی هیستامین نسل اول است که اثرات پیام‌رسان عصبی هیستامین مانند عطسه، خارش، آبریزش چشم و آبریزش بینی را در بدن کاهش می‌دهد.